# Origini dei Gonzaga

Stemma primitivo dei Corradi-Gonzaga sino al 1328

I rari documenti che riguardano le origini dei Gonzaga sono soggetti a varie interpretazioni e spesso, per sostenere la loro nobile discendenza, vennero escogitati criteri di giustificazione di tipo politico, con l'avallo di genealogisti compiacenti. Diverse sono pertanto le ipotesi che si sono susseguite nel corso dei secoli, ma nessuna pare prevalere, ad oggi (2016), in maniera netta sulle altre.

## Origini della famiglia

### Discendenza longobarda
Lo storico e studioso Pietro Torelli (Mantova, 1880 – Mantova, 1948), che fu anche direttore dell'Archivio di Stato di Mantova, nel suo Regesta Chartarum Italiae del 1914 suppone la discendenza longobarda scrivendo a proposito delle origini della famiglia: Longobardi sunt illi. Lo scrittore longobardo Paolo Diacono, nella sua opera Historia Langobardorum, cita i Gonzinghi come discendenti da Lodovico, nobile tedesco di origine longobarde che si insediò a Mantova. Un noto esponente della famiglia Giovanni Gonzaga, capostipite di Gonzaga di Vescovato, rivendicava come origine del casato, la natione germanica.

### Discendenza merovingia

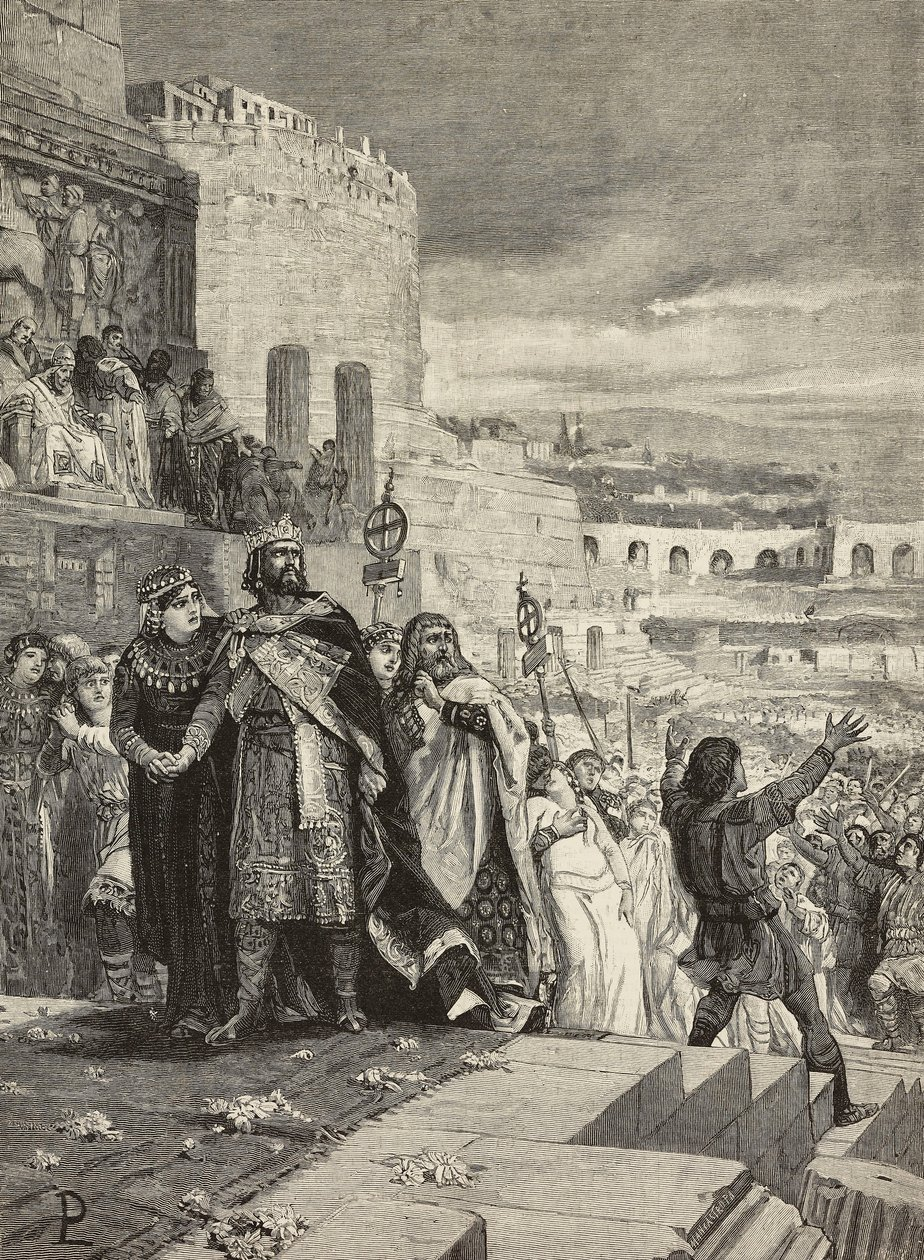
Ugo di Provenza e le nozze con Marozia

Una tesi sostenuta da alcuni studiosi vuole che anche i Gonzaga discendano direttamente dai Merovingi. Un albero genealogico chiamato Genealogia Gonzagorum familiae e realizzato su pergamena nel 1730 circa indica come capostipite della dinastia Genebaldo, primo duca di Franconia, morto nel 356 circa. Anche lo studioso dell'archivio Gonzaga Gaspare Scioppio, nel suo Stemma Gonzagicum, indica Dagoberto (300-379 circa), figlio di Genebaldo, come capostipite della famiglia, a cui farebbero seguito, tra gli altri:
- Faramondo (370-427), re dei Franchi[10]
- Clodione (?-448), re dei Franchi Sali
- Carlo Martello (690-741), re dei Franchi
- Pipino il Breve (714-768), re dei Franchi, padre di Carlo Magno
- Carlo Magno (742-814), re dei Longobardi e primo imperatore del Sacro Romano Impero
- Ludovico il Pio (778-840), imperatore dell'Impero carolingio
- Lotario I (795-855), re di Lotaringia
- Lotario II (835-869), re di Lotaringia
- Ugo di Provenza (880-947), re d'Italia nel 926[11]
- Lotario II d'Italia (925-950), re d'Italia[12]

### I Corradi-Gonzaga

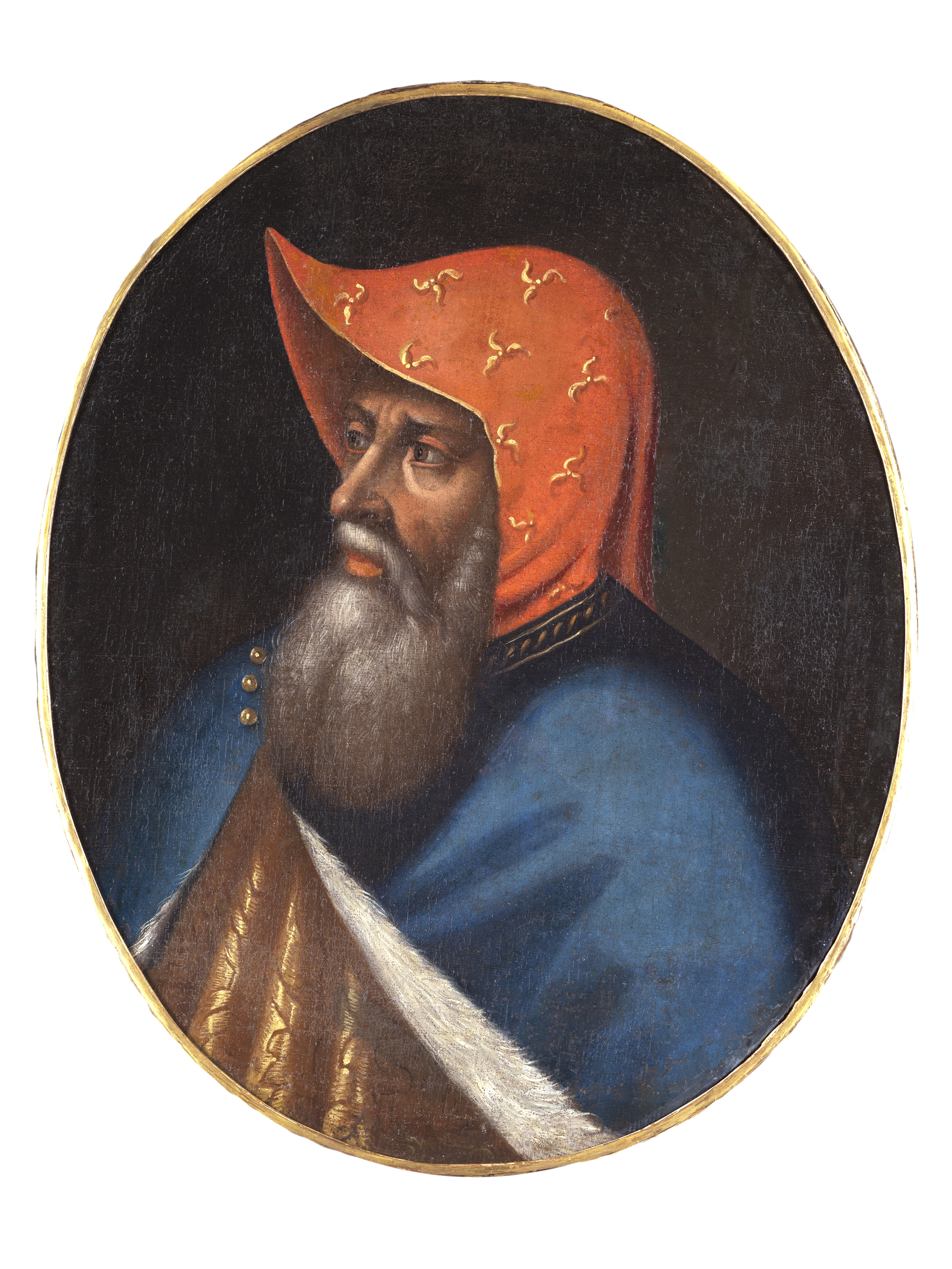
Ritratto di Luigi I Gonzaga

Da Uguccione, figlio di Ugo di Provenza, che, sposando una donna appartenente alla famiglia longobarda dei Gonzingorum (del castello di Gonzaga), deriverebbe la linea dei Corradi da Gonzaga. Si stabilirono a Mantova alla fine del XII secolo, dove occuparono cariche politiche e religiose. Da cui:
- Corbellino Corradi (XII-XIII secolo)
- Guidone Corradi (?-1271/1272), padre di Antonio
- Antonio Corradi (?-1283), padre di Guido
- Guido (Corrado) Corradi (?-1318), padre di Luigi I
- Luigi I Gonzaga (1268-1360), primo capitano del popolo e fondatore della dinastia dei Gonzaga.

Sull'origine della famiglia, nel 1392 Francesco I Gonzaga, quarto capitano del popolo di Mantova, scriveva a papa Bonifacio IX:
Gonzaga è pertanto il toponimo, l'appellativo di provenienza della famiglia.
Lo storico Alessandro Luzio, nel suo libro I Corradi di Gonzaga signori di Mantova (Milano, 1913), circa l'origine dei Gonzaga, sostiene che "fossero dei possidenti terrieri cresciti all'ombra del monastero di San Benedetto Po e che si chiamassero Corradi".

## I Gonzaga e i Canossa

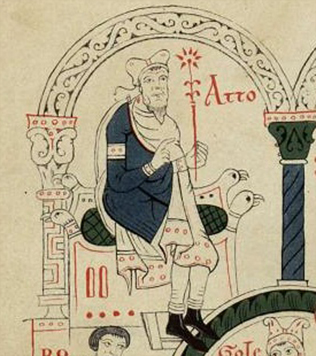
Adalberto Atto di Canossa

I Canossa erano di stirpe longobarda, come pure i Gonzaga. Nel su citato albero genealogico di Gaspare Scioppio del XVIII secolo figurano, come ramo secondario dei Gonzaga, i Canossa, provenienti pertanto dalla stessa stirpe gonzaghesca:
- Uberto di Toscana (920/925-967/970), figlio naturale di Ugo di Provenza, margravio di Toscana
- Ugo II di Toscana (950-1001), figlio del precedente e suo successore nel margraviato di Toscana
- Adalberto Atto di Canossa (939-988), primo conte di Mantova e fondatore della famiglia Canossa

Pertanto Gonzaga, Canossa ed Estensi sembrano provenire tutti dallo stesso ceppo famigliare, di origine longobarda ed obertenga.